# Rašid Šemsedinović
Rašid Šemsedinović (serbisch-kyrillisch Рашид Шемсединовић; * 11. Januar 1941 in Belgrad; † 14. November 2021 ebenda) war ein jugoslawischer Eishockeytorwart.

## Karriere
Rašid Šemsedinović spielte auf nationaler Ebene für den OHK Belgrad und schloss sich 1966 dem HK Partizan Belgrad an. Für Partizan bestritt er bis 1990 insgesamt 342 Spiele und ist damit Rekordspieler des Clubs. Während der Spielzeit 1984/85 spielte er für den KHK Roter Stern Belgrad und gewann mit diesem die Meisterschaft. Auch in der Folgesaison konnte er mit Partizan ebenfalls den jugoslawischen Meistertitel gewinnen.
1962 debütierte Šemsedinović in der jugoslawischen Nationalmannschaft. Mit dieser nahm er an der Weltmeisterschaft 1966 und 1974 sowie an den Olympischen Winterspielen 1964 in Innsbruck teil. Insgesamt absolvierte er 75 Länderspiele.
Nach seiner aktiven Karriere war Šemsedinović als Trainer verschiedener Junioren-Nationalmannschaften von Jugoslawien tätig. In der Saison 2009/10 belegte er als Trainer des HK Spartak Subotica den zweiten Platz in der serbischen Eishockeyliga.